# Adam Godley
Adam Godley (Amersham, 22 de julho de 1964) é um ator britânico.

## Biografia
Godley começou sua carreira de ator aos nove anos na BBC Radio em My Old Man. Aos 11 anos, conseguiu espaço no Old Vic interpretando a tragédia The White Devil e no Royal National Theatre com a peça Watch on the Rhine, escrita por Lillian Hellman e dirigida por Harold Pinter. Após a adolescência, fez várias peças teatrais de grande repercussão, tal como June Moon e The Revengers' Comedies.
Durante alguns anos, foi membro da Royal Shakespeare Company, a qual o impulsionou a estrelar em The Importance of Being Earnest, From Morning to Midnight e Cleo, Camping, Emmanuelle and Dick. Além do intenso trabalho no teatro, fez participações em séries renomadas, como Breaking Bad, Mad Men e Lie to Me, e em filmes indicados a grandes prêmios, tal como The Theory of Everything e Battleship. Graças à extensa carreira, foi indicado ao Tony Award de melhor ator em musical.

## Filmografia

### Cinema
- The Theory of Everything - Doutor
- Battleship - Dr. Nogrady
- Wilde Salome
- The X-Files: I Want to Believe - Father Ybarra
- Elizabeth: The Golden Age - William Walsingham
- Son of Rambow
- Nanny McPhee
- Charlie and the Chocolate Factory - Mr. Teavee
- Around the World in 80 Days - Mr. Sutton
- Love Actually
- Cor, Blimey!
- The Old Curiosity Shop
- The Young Visiters
- Hawking
- The Special Relationship - Jonathan Powell

### Televisão
- Mad Men - Wayne Kirkeby
- Suburgatory - Mr. Jacobs
- Breaking Bad - Elliott Schwartz
- Homeland - Jordan Harris
- Manhattan
- Suits - Nigel Nesbitt
- Lie To Me
- Merlin - Jonas
- Dollhouse - Clyde Randolph
- The Good Wife - Leland Carlisle
- Nuremberg
- Diário de um Jovem Médico - Feldsher
- A Horseman Riding By
- The Blacklist -  Silas Gouldsberry (Season 4, Episode 05)
- The Umbrella Academy (série de televisão)